# Варгас, Обед
Обед Гомес Варгас (англ. и исп. Obed Gómez Vargas; 5 августа 2005, Анкоридж, Аляска, США) — американский футболист, полузащитник клуба «Сиэтл Саундерс».

## Карьера

### Клубная карьера
Варгас присоединился к академии футбольного клуба «Сиэтл Саундерс» в возрасте 14 лет. 7 мая 2021 года он подписал контракт с фарм-клубом «Саундерса» в Чемпионшипе ЮСЛ «Такома Дифайенс». Его профессиональный дебют состоялся 9 мая в матче против «Лос-Анджелес Гэлакси II». 22 июля «Саундерс» взял Варгаса в краткосрочную аренду на матч против «Остина», и, выйдя в стартовом составе, в возрасте 15 лет и 351 день он стал третьим самым молодым игроком в истории MLS. 14 декабря Варгас подписал с «Сиэтл Саундерс» четырёхлетний контракт по правилу доморощенного игрока с опцией продления ещё на один год.

### Международная карьера
Варгас вызывался в тренировочные лагеря сборных США до 15 лет и до 20 лет. Варгас значился в заявке сборной до 20 лет на молодёжный чемпионат КОНКАКАФ 2022, но из-за травмы спины перед турниром был заменён на Джексона Хопкинса. Принял участие в молодёжном чемпионате мира 2023.
8 октября 2023 года Варгас был вызван в сборную США до 23 лет для участия в тренировочном лагере, включавшем два матча со сборными Мексики и Японии.

## Достижения
Командные
 «Сиэтл Саундерс»
- Победитель Лиги чемпионов КОНКАКАФ: 2022

## Статистика выступлений
| Выступление      | Выступление      | Выступление      | Лига | Лига | Плей-офф | Плей-офф | Кубок | Кубок | Континент | Континент | Итого | Итого |
| Клуб             | Лига             | Сезон            | Игры | Голы | Игры     | Голы     | Игры  | Голы  | Игры      | Голы      | Игры  | Голы  |
| ---------------- | ---------------- | ---------------- | ---- | ---- | -------- | -------- | ----- | ----- | --------- | --------- | ----- | ----- |
| Такома Дифайенс  | USLC             | 2021             | 28   | 0    | —        | —        | —     | —     | —         | —         | 28    | 0     |
| Такома Дифайенс  | Итого            | Итого            | 28   | 0    | —        | —        | —     | —     | —         | —         | 28    | 0     |
| Сиэтл Саундерс   | MLS              | 2021             | 1    | 0    | —        | —        | —     | —     | —         | —         | 1     | 0     |
| Сиэтл Саундерс   | MLS              | 2022             | 13   | 0    | —        | —        | 1     | 0     | 7         | 0         | 21    | 0     |
| Сиэтл Саундерс   | MLS              | 2023             | 22   | 0    | 2        | 0        | 1     | 0     | 2         | 0         | 27    | 0     |
| Сиэтл Саундерс   | MLS              | 2024             | 2    | 0    | —        | —        | —     | —     | —         | —         | 2     | 0     |
| Сиэтл Саундерс   | Итого            | Итого            | 38   | 0    | 2        | 0        | 2     | 0     | 9         | 0         | 51    | 0     |
| Всего за карьеру | Всего за карьеру | Всего за карьеру | 66   | 0    | 2        | 0        | 2     | 0     | 9         | 0         | 79    | 0     |